# Бабадук
Бабадук (енгл. The Babadook) је аустралијски психолошки хорор филм из 2014. године, редитељке и сценаристкиње Џенифер Кент, са Еси Дејвис, Ноом Вајзманом, Хејли Макелхини и Данијелом Хеншалом у главним улогама. Базиран је на Кентином кратком филму Чудовиште из 2005. године. Радња прати удовицу Амелију Ванек и њеног шестогодишњег сина Самјуела, који се плаши насловног чудовишта из сликовнице, коју му је мајка читала пред спавање. Амелија мисли да њен син умишља Бабадука, све док се и сама не увери да је стваран.
Премијера филма била је на Филмском фестивалу Санденс, 17. јануара 2014, док је ограничено биоскопско приказивање у Аустралији почело у мају исте године. У остатку света филм је почео да се приказује тек на јесен 2014. Филм је добио веома позитивне оцене и сматра се једним од најбољих хорора из периода 2010-их, као и једним од најбољих филмова 2014. године. Критичари сајта Ротен томејтоуз оценили су га са 98%, док му је публика дала нешто слабије рецензије и оценила га са 72% Бабадук је био номинован за 120 награда на различитим филмским фестивалима, од чега је освојио 54. Од поменутих номинација и награда издвајају се 3 номинације за Награду Сатурн и то у категоријама најбољег хорор филма, најбоље главне глумице (Дејвис) и најбољег младог глумца (Вајзман). Дејвис је била номинована и за Награду ААКТА за најбољу главну глумицу, Кент је добила исту награду за најбољу режију и најбољи сценарио, а продуценти Кејтон и Молијер за најбољи филм године.
Упркос бројним позитивним критикама, филм је са зарадом од 10,3 милиона долара, остварио само осредњи комерцијални успех.

## Радња
Удовица Амелија Ванек пролази кроз тежак период са својим сином Самјуелом. Њен муж, Оскар, настрадао је у саобраћајној несрећи док ју је возио у болницу. Самјуел почиње чудно да се понаша, пати од инсомније и опседнут је измишљеним чудовиштима, због чега прави разноразно оружје. Како би га једне ноћи смирила, Амелија одлучује да му прочита причу пред спавање. У питању је поп-ап сликовница о Господину Бабадуку. Међутим, ствари тек тада почињу да се компликују...

## Улоге
| Глумац          | Улога         |
| --------------- | ------------- |
| Еси Дејвис      | Амелија Ванек |
| Ноа Вајзман     | Самјуел Ванек |
| Хејли Макелхини | Клер          |
| Данијел Хеншал  | Роби          |
| Барбара Вест    | Грејси Роуч   |
| Бен Винспир     | Оскар Ванек   |
| Кејти Адамек    | Пру Фланери   |
| Крејг Бехена    | Ворен Њутн    |
| Клои Харн       | Руби          |
| Жаки Филипс     | Беверли       |
| Бриџет Валтерс  | Норма         |
| Адам Морган     | наредник      |
| Чарли Холц      | дечак         |
| Тим Персел      | Бабадук       |
| пас Хачи        | Багзи         |